# Tabanus rubicundus
Tabanus rubicundus är en tvåvingeart som beskrevs av Macquart 1846. Tabanus rubicundus ingår i släktet Tabanus och familjen bromsar. Inga underarter finns listade i Catalogue of Life.